# Stanisław Strasburger
Stanisław Strasburger, pseudonimy „Jan Subart”, „Jonasz Ryba” (ur. 1975 w Warszawie) – polski pisarz i tłumacz, publicysta i operator kultury. 
Tematami jego publikacji są #EUtopia, mobilność, pamieć oraz przenikanie się tradycji i współczesności w społeczeństwach wielokulturowych, ze szczególnym uwzględnieniem Europy Środkowej, basenu Morza Śródziemnego i hiszpańskiego obszaru językowego. Swoje teksty pisze po polsku i po niemiecku.
Współtwórca międzynarodowych projektów z dziedziny kultury i literatury, pedagogiki oraz integracji emigrantów. 
W latach 2002–2003 pracował dla Instytutu Polskiego w Düsseldorfie, współtworzył projekt młodzieżowy promujący przystąpienie Polski do Unii Europejskiej (2004) wśród niemieckiej młodzieży szkolnej.
W latach 2005–2016 współpracował z Centrum Dokumentacji Nazizmu miasta Kolonia. W latach 2011–2016 kierował projektem rezydencji artystycznych poświęconym pamięci zbiorowej i historii lokalnej ART AND ARCHIVES. COLOGNE-BEIRUT.
Absolwent Międzywydziałowych Indywidualnych Studiów Humanistycznych Uniwersytetu Warszawskiego. Dyplom uzyskał z filozofii sztuki.

## Twórczość literacka i publicystyka
- Jan Subart, Opętanie. Liban (Warszawa 2015, ISBN 978-83-64822-10-0)[10].

Przekład niemiecki, Besessenheit. Libanon (Zurych / Berlin 2016, ISBN 978-3-905951-77-6).
- Jan Subart, Handlarz wspomnień albo bitwa poetów. Transkulturowa powieść poetycka, książka i CD, (Warszawa 2009, ISBN 978-83-89632-51-7)[12].

Książka z muzyczno-literacką płytą audio CD z udziałem: Karola Strasburgera, Jihada Al Attrach, Mohammeda Safadi
Muzyka: Mansour Rahbani, Charbel Rouhana, Nasser Makhoul
Przekład arabski بائع الحيكايات (Beirut 2014, ISBN 978-9953-89-450-8).
Przekład niemiecki Der Geschichtenhändler (Zurych / Berlin 2018, ISBN 978-3-905951-77-6).
- Das Virus und das Ich - publikacja online z Vitaactiva / Globale, Brema 2020[16]

Skrócona i uzupełniona wersja polska: Od wirusa do EUtopii - Rzeczpospolita, Plus Minus, 01.01.2021
- Publicystyka: "Rzeczpospolita", "Frankfurter Allgemeine Zeitung", "Die Welt", "Berliner Zeitung", Radio COSMO, "Deutschlandfunk Kultur", "Odra", "Tygiel Kultury", "Więź", "Latarnia Morska", "Le Monde Diplomatique Polska, "Duży Format" ("Gazeta Wyborcza"), "Rocznik Polskiej Polityki Zagranicznej", "Przegląd Polityczny", "EmFemme" (miesięcznik)[18], "Quaderni", Deutsche Welle, "Fikrun wa Fann".
  1. Tęcza języków - Plus Minus, Rzeczpospolita, 17.08.2018[19]
  2. Historische Fälschungen: Granada - Frankfurter Allgemeine Zeitung, 22.06.2019[20]
  3. Grenzen - Ein absurdes Relikt - Deutschlandfunk Kultur, 25.11.2021[21]
  4. Kolonializm w naszych głowach - Odra: 2014, nr 2, s. 23-27[22]
  5. Pasja ciemności: Bejrut 2012 - Tygiel Kultury: 2013, nr 1/6, s. 6-18[23]
  6. What form should remembrance take? – Fikrun wa Fann: nr 98, s. 15-21[24]

## Projekty multimedialne
- Cykl fotokolaży: Der Koffer - Walizka (projekt zbiorowy)[25]

Wystawy: Berlin 2016, Warszawa 2016
Kuratorzy: Ali Ghandtschi i Mark Giannori
- Cykl fotokolaży: Fantazje podróżne. Liban

Wystawy: Bejrut 2010, Trypolis (Liban) 2011, Warszawa 2012
Autorzy: Marta Bogdańska, Stanisław Strasburger
Grafika: Albina Horbaczewska